# Puchar Azji w Piłce Nożnej 2015
Puchar Azji w piłce nożnej 2015 – 16. edycja Pucharu Azji w piłce nożnej. Turniej po raz pierwszy w historii rozgrywany był w Australii w dniach od 9 do 31 stycznia 2015 roku. Tytuł zdobyła reprezentacja Australii, która pokonała po dogrywce Koreę Południową. Zwycięzca turnieju uzyskał prawo do reprezentowania strefy AFC w Pucharze Konfederacji w roku 2017, który został rozegrany w Rosji.

## Gospodarz
Australia oficjalnie swoją kandydaturę do organizacji turnieju zgłosiła w 2010 roku i 5 stycznia 2011 roku została ogłoszona jego gospodarzem, ponieważ była jedynym kandydatem.

## Zakwalifikowane drużyny
Pierwotnie udział w tej edycji turnieju miało mieć zagwarantowane 6 reprezentacji – gospodarz turnieju, medaliści poprzedniej edycji Pucharu Azji oraz triumfatorzy AFC Challenge Cup w 2012 oraz 2014 roku. O pozostałe 10 miejsc miało walczyć 20 drużyn zakwalifikowanych przez AFC do tzw. grupy krajów „rozwiniętych”. Drużyny te zostały podzielone na 5 grup po 4 reprezentacje w każdej z których awans uzyskiwały dwie najlepsze drużyny każdej z grup. Awans uzyskała także najlepsza drużyna spośród tych, które zajęły 3. miejsca w swoich grupach, ponieważ gospodarz turnieju – Australia jest równocześnie wicemistrzem Azji z roku 2011, przez co liczba drużyn, które miały zagwarantowany udział w turnieju zmniejszyła się z 6. do 5.
| Drużyna                      | Grupa kwalifikacyjna           | Liczba występów do tej pory | Najlepszy wynik                      | Ostatni występ |
| ---------------------------- | ------------------------------ | --------------------------- | ------------------------------------ | -------------- |
| Australia                    | gospodarz                      | 2                           | II miejsce (2011)                    | 2011           |
| Japonia                      | Zwycięzca 2011                 | 7                           | Mistrzostwo (1992, 2000, 2004, 2011) | 2011           |
| Korea Południowa             | 3. miejsce 2011                | 12                          | Mistrzostwo (1956, 1960)             | 2011           |
| Korea Północna               | 1. msc. AFC Challenge Cup 2012 | 3                           | IV miejsce (1980)                    | 2011           |
| Palestyna                    | 1. msc. AFC Challenge Cup 2014 | debiutant                   | debiutant                            | debiutant      |
| Oman                         | Grupa A                        | 2                           | Faza grupowa (2004, 2007)            | 2007           |
| Jordania                     | Grupa A                        | 2                           | Ćwierćfinał (2004, 2011)             | 2011           |
| Iran                         | Grupa B                        | 12                          | Mistrzostwo (1968, 1972, 1976)       | 2011           |
| Kuwejt                       | Grupa B                        | 9                           | Mistrzostwo (1980)                   | 2011           |
| Arabia Saudyjska             | Grupa C                        | 8                           | Mistrzostwo (1984, 1988, 1996)       | 2011           |
| Irak                         | Grupa C                        | 7                           | Mistrzostwo (2007)                   | 2011           |
| Bahrajn                      | Grupa D                        | 4                           | IV miejsce (2004)                    | 2011           |
| Katar                        | Grupa D                        | 8                           | Ćwierćfinał (2000, 2011)             | 2011           |
| Zjednoczone Emiraty Arabskie | Grupa E                        | 8                           | II miejsce (1996)                    | 2011           |
| Uzbekistan                   | Grupa E                        | 5                           | IV miejsce (2011)                    | 2011           |
| Chiny                        | najlepsza z trzecich miejsc    | 10                          | II miejsce (1984, 2004)              | 2011           |

## Stadiony
Ostateczna decyzja dotycząca wyboru miast-gospodarzy zapadła 27 marca 2013 roku. Turniej organizowany jest w Sydney (w tym mecz finałowy), Melbourne (mecz otwarcia), Brisbane, Canberze oraz Newcastle.
| Sydney                        | Newcastle                                                                  | Brisbane                                                                   |
| ----------------------------- | -------------------------------------------------------------------------- | -------------------------------------------------------------------------- |
| Stadium Australia             | Newcastle Stadium                                                          | Brisbane Stadium                                                           |
| Pojemność: 84 000             | Pojemność: 33 000                                                          | Pojemność: 52 500                                                          |
|                               |                                                                            |                                                                            |
| Canberra                      | SydneyNewcastleBrisbaneCanberraMelbourne Miasta-organizatorzy na mapie AUS | SydneyNewcastleBrisbaneCanberraMelbourne Miasta-organizatorzy na mapie AUS |
| Canberra Stadium              | SydneyNewcastleBrisbaneCanberraMelbourne Miasta-organizatorzy na mapie AUS | SydneyNewcastleBrisbaneCanberraMelbourne Miasta-organizatorzy na mapie AUS |
| Pojemność: 25 011             | SydneyNewcastleBrisbaneCanberraMelbourne Miasta-organizatorzy na mapie AUS | SydneyNewcastleBrisbaneCanberraMelbourne Miasta-organizatorzy na mapie AUS |
|                               | SydneyNewcastleBrisbaneCanberraMelbourne Miasta-organizatorzy na mapie AUS | SydneyNewcastleBrisbaneCanberraMelbourne Miasta-organizatorzy na mapie AUS |
| Melbourne                     | SydneyNewcastleBrisbaneCanberraMelbourne Miasta-organizatorzy na mapie AUS | SydneyNewcastleBrisbaneCanberraMelbourne Miasta-organizatorzy na mapie AUS |
| Melbourne Rectangular Stadium | SydneyNewcastleBrisbaneCanberraMelbourne Miasta-organizatorzy na mapie AUS | SydneyNewcastleBrisbaneCanberraMelbourne Miasta-organizatorzy na mapie AUS |
| Pojemność: 30 050             | SydneyNewcastleBrisbaneCanberraMelbourne Miasta-organizatorzy na mapie AUS | SydneyNewcastleBrisbaneCanberraMelbourne Miasta-organizatorzy na mapie AUS |
|                               | SydneyNewcastleBrisbaneCanberraMelbourne Miasta-organizatorzy na mapie AUS | SydneyNewcastleBrisbaneCanberraMelbourne Miasta-organizatorzy na mapie AUS |

## Losowanie
Ceremonia losowania grup turnieju finałowego odbyła się w słynnej operze w Sydney 26 marca 2014 roku. 16 reprezentacji zostało podzielonych na 4 koszyki zgodnie z rankingiem FIFA z marca 2014 roku. Jedyny wyjątek dotyczył reprezentacji gospodarzy, którzy automatycznie zostali przydzieleni na pierwszym miejscu do grupy A. W czasie losowania również nie było wiadomo kto wygra rozgrywki AFC Challenge Cup 2014, dlatego miejsce dla tej reprezentacji zostało przydzielone w ostatnim koszyku.
| Koszyk 1                                                             | Koszyk 2                                                                                            | Koszyk 3                                            | Koszyk 4                                                                |
| -------------------------------------------------------------------- | --------------------------------------------------------------------------------------------------- | --------------------------------------------------- | ----------------------------------------------------------------------- |
| - Australia (gospodarz) - Iran (42) - Japonia (48) - Uzbekistan (55) | - Korea Południowa (60) - Zjednoczone Emiraty Arabskie (61) - Jordania (66) - Arabia Saudyjska (75) | - Oman (81) - Chiny (98) - Katar (101) - Irak (103) | - Bahrajn (106) - Kuwejt (110) - Korea Północna (133) - Palestyna (167) |

## Faza grupowa
Zwycięzcy grup i reprezentacje, które zajmą drugie miejsca w swoich grupach uzyskają awans do ćwierćfinału Pucharu Azji w Piłce Nożnej.
O końcowej kolejności drużyn w każdej grupie decydują:
1. Liczba punktów uzyskana przez drużyny we wszystkich meczach grupowych;
2. Liczba punktów uzyskana przez drużyny w meczach bezpośrednich;
3. Różnica bramek w meczach bezpośrednich;
4. Większa liczba bramek strzelonych w meczach bezpośrednich;
5. Różnica bramek we wszystkich meczach grupowych;
6. Większa liczba bramek strzelonych we wszystkich meczach grupowych;
7. Konkurs rzutów karnych jeżeli powyższe metody nie doprowadziły do rozstrzygnięcia kolejności drużyn, a drużyny spotkały się ze sobą w ostatniej kolejce (stosowane tylko w przypadku jeżeli należy ustalić kolejność tylko dwóch drużyn).
8. Niższa liczba punktów za otrzymane kartki w fazie grupowej. Liczone według punktacji: 1 pkt za żółtą kartkę w meczu, 3 punkty za czerwoną kartkę (również tą otrzymaną w konsekwencji dwóch żółtych kartek), 4 punkty jeżeli przed otrzymaniem bezpośredniej czerwonej kartki zawodnik miał na koncie już żółtą kartkę.
9. Losowanie

### Grupa A
| Zespół           | M | W | R | P | Br+ | Br- | +/- | Pkt |
| ---------------- | - | - | - | - | --- | --- | --- | --- |
| Korea Południowa | 3 | 3 | 0 | 0 | 3   | 0   | +3  | 9   |
| Australia        | 3 | 2 | 0 | 1 | 8   | 2   | +6  | 6   |
| Oman             | 3 | 1 | 0 | 2 | 1   | 5   | -4  | 3   |
| Kuwejt           | 3 | 0 | 0 | 3 | 1   | 6   | -5  | 0   |

| 9 stycznia 2015 10:00 | Australia · Cahill 33' · Luongo 45' · Jedinak 62' (k.) · Troisi 90+2' | 4 − 1(2−1)Raport | Kuwejt · 8' Fadil Ali | Melbourne Rectangular Stadium, Melbourne Widzów: 25 231 Sędzia: Ravshan Ermatov |
|                       |                                                                       |                  |                       |                                                                                 |

| 10 stycznia 2015 6:00 | Korea Południowa · Young-cheol 45+1' | 1 − 0(1−0)Raport | Oman | Canberra Stadium, Canberra Widzów: 12 552 Sędzia: Peter O’Leary |
|                       |                                      |                  |      |                                                                 |

| 13 stycznia 2015 8:00 | Kuwejt | 0 − 1(0−1)Raport | Korea Południowa · 36' Nam Tae-hee | Canberra Stadium, Canberra Widzów: 8 795 Sędzia: Alireza Faghani |
|                       |        |                  |                                    |                                                                  |

| 13 stycznia 2015 10:00 | Oman | 0 − 4(0−3)Raport | Australia · 27' McKay · 30' Kruse · 45+2' (k.) Milligan · 70' Jurić | Stadium Australia, Sydney Widzów: 50 276 Sędzia: Ryuji Sato |
|                        |      |                  |                                                                     |                                                             |

| 17 stycznia 2015 10:00 | Australia | 0 − 1(0−1)Raport | Korea Południowa · 33' Lee Jung-hyup | Brisbane Stadium, Brisbane Widzów: 48 513 Sędzia: Nawaf Szukr Allah |
|                        |           |                  |                                      |                                                                     |

| 17 stycznia 2015 10:00 | Oman · Al-Muqbali 69' | 1 − 0(0−0)Raport | Kuwejt | Newcastle Stadium, Newcastle Widzów: 7 499 Sędzia: Fahad Al-Mirdasi |
|                        |                       |                  |        |                                                                     |

### Grupa B
| Zespół           | M | W | R | P | Br+ | Br- | +/- | Pkt |
| ---------------- | - | - | - | - | --- | --- | --- | --- |
| Chiny            | 3 | 3 | 0 | 0 | 5   | 2   | +3  | 9   |
| Uzbekistan       | 3 | 2 | 0 | 1 | 5   | 3   | +2  | 6   |
| Arabia Saudyjska | 3 | 1 | 0 | 2 | 5   | 5   | 0   | 3   |
| Korea Północna   | 3 | 0 | 0 | 3 | 2   | 7   | -5  | 0   |

| 10 stycznia 2015 8:00 | Uzbekistan · Sergeev 62' | 1 − 0(0−0)Raport | Korea Północna | Stadium Australia, Sydney Widzów: 12 078 Sędzia: Nawaf Szukr Allah |
|                       |                          |                  |                |                                                                    |

| 10 stycznia 2015 10:00 | Arabia Saudyjska | 0 − 1(0−0)Raport | Chiny · 81' Hai | Brisbane Stadium, Brisbane Widzów: 12 557 Sędzia: Alireza Faghani |
|                        |                  |                  |                 |                                                                   |

| 14 stycznia 2015 8:00 | Korea Północna · Ryang Yong-gi 12' | 1 − 4(1−1)Raport | Arabia Saudyjska · 37' Hazzazi · 52', 54' Al-Sahlawi · 76' Al-Abed | Melbourne Rectangular Stadium, Melbourne Widzów: 12 349 Sędzia: Abdullah Al Hilali |
|                       |                                    |                  |                                                                    |                                                                                    |

| 14 stycznia 2015 10:00 | Chiny · Xi 55' · Ke 68' | 2 − 1(0−1)Raport | Uzbekistan · 22' Ahmedov | Brisbane Stadium, Brisbane Widzów: 13 674 Sędzia: Abdullah Hassan Mohamed |
|                        |                         |                  |                          |                                                                           |

| 18 stycznia 2015 10:00 | Uzbekistan · Rashidov 2', 79' · Shodiev 71' | 3 − 1(1−0)Raport | Arabia Saudyjska · 60' (k.) Al-Sahlawi | Melbourne Rectangular Stadium, Melbourne Widzów: 10 871 Sędzia: Ben Williams |
|                        |                                             |                  |                                        |                                                                              |

| 18 stycznia 2015 10:00 | Chiny · Ke 1', 42' | 2 − 1(2−0)Raport | Korea Północna · 57' (sam.) Lin | Canberra Stadium, Canberra Widzów: 18 457 Sędzia: Abdulrahman Abdou |
|                        |                    |                  |                                 |                                                                     |

### Grupa C
| Zespół                       | M | W | R | P | Br+ | Br- | +/- | Pkt |
| ---------------------------- | - | - | - | - | --- | --- | --- | --- |
| Iran                         | 3 | 3 | 0 | 0 | 4   | 0   | +4  | 9   |
| Zjednoczone Emiraty Arabskie | 3 | 2 | 0 | 1 | 6   | 3   | +3  | 6   |
| Bahrajn                      | 3 | 1 | 0 | 2 | 3   | 5   | -2  | 3   |
| Katar                        | 3 | 0 | 0 | 3 | 2   | 7   | -5  | 0   |

| 11 stycznia 2015 8:00 | Zjednoczone Emiraty Arabskie · Khalil 37', 52' · Mabkhout 56', 89' | 4 − 1(1−1)Raport | Katar · 22' Ibrahim | Canberra Stadium, Canberra Widzów: 5 513 Sędzia: Kim Jong-hyeok |
|                       |                                                                    |                  |                     |                                                                 |

| 11 stycznia 2015 10:00 | Iran · Hadżsafi 45+1' · Szodża’i 71' | 2 − 0(1−0)Raport | Bahrajn | Melbourne Rectangular Stadium, Melbourne Widzów: 17 712 Sędzia: Ben Williams |
|                        |                                      |                  |         |                                                                              |

| 15 stycznia 2015 8:00 | Bahrajn · Okwunwanne 26' | 1 − 2(1−1)Raport | Zjednoczone Emiraty Arabskie · 1' Mabkhout · 74' (sam.) Husajn | Canberra Stadium, Canberra Widzów: 7 925 Sędzia: Chris Beath |
|                       |                          |                  |                                                                |                                                              |

| 15 stycznia 2015 10:00 | Katar | 0 − 1(0−0)Raport | Iran · 52' Azmun | Stadium Australia, Sydney Widzów: 22 672 Sędzia: Ravshan Ermatov |
|                        |       |                  |                  |                                                                  |

| 19 stycznia 2015 10:00 | Iran · Ghuczanneżad 90+1' | 1 − 0(0−0)Raport | Zjednoczone Emiraty Arabskie | Brisbane Stadium, Brisbane Widzów: 11 394 Sędzia: Ryuji Sato |
|                        |                           |                  |                              |                                                              |

| 19 stycznia 2015 10:00 | Katar · Al Haidos 68' | 1 − 2(0−1)Raport | Bahrajn · 35' Saeed · 82' Jaafar | Stadium Australia, Sydney Widzów: 4 841 Sędzia: Abdullah Al Hilali |
|                        |                       |                  |                                  |                                                                    |

### Grupa D
| Zespół    | M | W | R | P | Br+ | Br- | +/- | Pkt |
| --------- | - | - | - | - | --- | --- | --- | --- |
| Japonia   | 3 | 3 | 0 | 0 | 7   | 0   | +7  | 9   |
| Irak      | 3 | 2 | 0 | 1 | 3   | 1   | +2  | 6   |
| Jordania  | 3 | 1 | 0 | 2 | 5   | 4   | +1  | 3   |
| Palestyna | 3 | 0 | 0 | 3 | 1   | 11  | -10 | 0   |

| 12 stycznia 2015 8:00 | Japonia · Endō 8' · Okazaki 25' · Honda 43' (k.) · Yoshida 49' | 4 − 0(3−0)Raport | Palestyna | Newcastle Stadium, Newcastle Widzów: 15 497 Sędzia: Abdulrahman Abdou |
|                       |                                                                |                  |           |                                                                       |

| 12 stycznia 2015 10:00 | Jordania | 0 − 1(0−0)Raport | Irak · 77' Kasim | Brisbane Stadium, Brisbane Widzów: 6 840 Sędzia: Fahad Al-Mirdasi |
|                        |          |                  |                  |                                                                   |

| 16 stycznia 2015 8:00 | Palestyna · Ihbeisheh 85' | 1 − 5(0−3)Raport | Jordania · 33' Al-Rawashdeh · 35', 45+2', 75', 80' Al-Dardour | Melbourne Rectangular Stadium, Melbourne Widzów: 10 808 Sędzia: Kim Jong-hyeok |
|                       |                           |                  |                                                               |                                                                                |

| 16 stycznia 2015 10:00 | Irak | 0 − 1(0−1)Raport | Japonia · 23' (k.) Honda | Brisbane Stadium, Brisbane Widzów: 22 941 Sędzia: Alireza Faghani |
|                        |      |                  |                          |                                                                   |

| 20 stycznia 2015 10:00 | Japonia · Honda 24' · Kagawa 82' | 2 − 0(1−0)Raport | Jordania | Melbourne Rectangular Stadium, Melbourne Widzów: 25 016 Sędzia: Ravshan Ermatov |
|                        |                                  |                  |          |                                                                                 |

| 20 stycznia 2015 10:00 | Irak · Mahmoud 48' · Yasin 88' | 2 − 0(0−0)Raport | Palestyna | Canberra Stadium, Canberra Widzów: 10 235 Sędzia: Abdulla Hassan Mohamed |
|                        |                                |                  |           |                                                                          |

## Faza pucharowa
Od tej rundy w przypadku remisu po 90 minutach gry zarządzana będzie 30 minutowa dogrywka, a jeżeli również ona nie przyniesie rozstrzygnięcia, sędzia zarządzi rozegranie serii rzutów karnych dla wyłonienia zwycięzcy.
|  |                                                     |                                     |                                         |                                      |   |                  |                                      |                                         |                                         |                                         |                   |       |       |
|  | Ćwierćfinały                                        | Ćwierćfinały                        | Ćwierćfinały                            |                                      |   | Półfinały        | Półfinały                            | Półfinały                               |                                         |                                         | Finał             | Finał | Finał |
|  | Ćwierćfinały                                        | Ćwierćfinały                        | Ćwierćfinały                            |                                      |   | Półfinały        | Półfinały                            | Półfinały                               |                                         |                                         | Finał             | Finał | Finał |
|  | 22.01.15 – Melbourne Rectangular Stadium, Melbourne |                                     |                                         |                                      |   |                  |                                      |                                         |                                         |                                         |                   |       |       |
|  |                                                     |                                     |                                         |                                      |   |                  |                                      |                                         |                                         |                                         |                   |       |       |
|  | Korea Południowa (dogr.)                            | Korea Południowa (dogr.)            | 2                                       |                                      |   |                  |                                      |                                         |                                         |                                         |                   |       |       |
|  | Korea Południowa (dogr.)                            | Korea Południowa (dogr.)            | 2                                       | 26.01.15 – Stadium Australia, Sydney |   |                  |                                      |                                         |                                         |                                         |                   |       |       |
|  | Uzbekistan                                          | Uzbekistan                          | 0                                       |                                      |   |                  |                                      |                                         |                                         |                                         |                   |       |       |
|  | Uzbekistan                                          | Uzbekistan                          | 0                                       |                                      |   | Korea Południowa | Korea Południowa                     | 2                                       |                                         |                                         |                   |       |       |
|  | 23.01.15 – Canberra Stadium, Canberra               |                                     |                                         |                                      |   | Korea Południowa | Korea Południowa                     | 2                                       |                                         |                                         |                   |       |       |
|  |                                                     |                                     | Irak                                    | Irak                                 | 0 |                  |                                      |                                         |                                         |                                         |                   |       |       |
|  | Iran                                                | Iran                                | Irak                                    | Irak                                 | 0 | 3(6)             |                                      |                                         |                                         |                                         |                   |       |       |
|  | Iran                                                | Iran                                |                                         |                                      |   | 3(6)             | 31.01.15 – Stadium Australia, Sydney |                                         |                                         |                                         |                   |       |       |
|  | Irak (kar.)                                         | Irak (kar.)                         | 3(7)                                    |                                      |   |                  |                                      |                                         |                                         |                                         |                   |       |       |
|  | Irak (kar.)                                         | Irak (kar.)                         | 3(7)                                    |                                      |   | Korea Południowa | Korea Południowa                     | 1                                       |                                         |                                         |                   |       |       |
|  | 22.01.15 – Brisbane Stadium, Brisbane               |                                     |                                         |                                      |   | Korea Południowa | Korea Południowa                     | 1                                       |                                         |                                         |                   |       |       |
|  |                                                     |                                     | Australia (dogr.)                       | Australia (dogr.)                    | 2 |                  |                                      |                                         |                                         |                                         |                   |       |       |
|  | Chiny                                               | Chiny                               | Australia (dogr.)                       | Australia (dogr.)                    | 2 | 0                |                                      |                                         |                                         |                                         |                   |       |       |
|  | Chiny                                               | Chiny                               | 27.01.15 – Newcastle Stadium, Newcastle |                                      |   | 0                |                                      |                                         |                                         |                                         |                   |       |       |
|  | Australia                                           | Australia                           | 2                                       |                                      |   |                  |                                      |                                         |                                         |                                         |                   |       |       |
|  | Australia                                           | Australia                           | 2                                       |                                      |   | Australia        | Australia                            | 2                                       | Mecz o 3. miejsce                       | Mecz o 3. miejsce                       | Mecz o 3. miejsce |       |       |
|  | 23.01.15 – Stadium Australia, Sydney                |                                     |                                         |                                      |   | Australia        | Australia                            | 2                                       | Mecz o 3. miejsce                       | Mecz o 3. miejsce                       | Mecz o 3. miejsce |       |       |
|  |                                                     |                                     | Zjednoczone Emiraty Arabskie            | Zjednoczone Emiraty Arabskie         | 0 |                  |                                      | 30.01.15 – Newcastle Stadium, Newcastle | 30.01.15 – Newcastle Stadium, Newcastle | 30.01.15 – Newcastle Stadium, Newcastle |                   |       |       |
|  | Japonia                                             | Japonia                             | Zjednoczone Emiraty Arabskie            | Zjednoczone Emiraty Arabskie         | 0 | 1(4)             |                                      | 30.01.15 – Newcastle Stadium, Newcastle | 30.01.15 – Newcastle Stadium, Newcastle | 30.01.15 – Newcastle Stadium, Newcastle |                   |       |       |
|  | Japonia                                             | Japonia                             |                                         |                                      |   |                  |                                      | Irak                                    | Irak                                    | 2                                       |                   |       |       |
|  | Zjednoczone Emiraty Arabskie (kar.)                 | Zjednoczone Emiraty Arabskie (kar.) | 1(5)                                    |                                      |   |                  |                                      |                                         | Irak                                    | 2                                       |                   |       |       |
|  | Zjednoczone Emiraty Arabskie (kar.)                 | Zjednoczone Emiraty Arabskie (kar.) | 1(5)                                    |                                      |   |                  |                                      | Zjednoczone Emiraty Arabskie            | Zjednoczone Emiraty Arabskie            | 3                                       |                   |       |       |
|  |                                                     |                                     |                                         |                                      |   |                  |                                      |                                         | Zjednoczone Emiraty Arabskie            | 3                                       |                   |       |       |

### Ćwierćfinały
| 22 stycznia 2015 8:30 | Korea Południowa · Son Heung-min 104', 120' | 2 − 0 (dogr.)(0−0, 0−0, 1−0)Raport | Uzbekistan | Melbourne Rectangular Stadium, Melbourne Widzów: 23 381 Sędzia: Fahad Al-Mirdasi |
|                       |                                             |                                    |            |                                                                                  |

| 22 stycznia 2015 11:30 | Chiny | 0 − 2(0−0)Raport | Australia · 49', 65' Cahill | Brisbane Stadium, Brisbane Widzów: 46 067 Sędzia: Kim Jong-hyeok |
|                        |       |                  |                             |                                                                  |

| 23 stycznia 2015 7:30                                                                      | Iran · Azmun 24' · Pouraliganji 103' · Ghuczanneżad 119' | 3 − 3 k. 6−7(1−0,1−1,2−2)Raport                                          | Irak · 56' Yasin · 93' Mahmoud · 116' (k.) Ismail | Canberra Stadium, Canberra Widzów: 18 921 Sędzia: Ben Williams |
|                                                                                            |                                                          |                                                                          |                                                   |                                                                |
|                                                                                            |                                                          | Rzuty karne                                                              |                                                   |                                                                |
| Hadżsafi · Pouraliganji · Nekunam · Hosejni · Ghafouri · Dżahanbachsz · Tejmurijan · Amiri |                                                          | Abdul-Amir · Salem · Ismail · Adnan · Mahmoud · Kasim · Hussein · Shaker |                                                   |                                                                |

| 23 stycznia 2015 10:30                                   | Japonia · Shibasaki 81' | 1 − 1 k. 4−5(0−1,1−1,1−1)Raport                                  | Zjednoczone Emiraty Arabskie · 7' Mabkhout | Stadium Australia, Sydney Widzów: 19 094 Sędzia: Alireza Faghani |
|                                                          |                         |                                                                  |                                            |                                                                  |
|                                                          |                         | Rzuty karne                                                      |                                            |                                                                  |
| Honda · Hasebe · Shibasaki · Toyoda · Morishige · Kagawa |                         | O. Abdulrahman · Mabkhout · Esmaeel · Hassan · Fardan · I. Ahmed |                                            |                                                                  |

### Półfinały
| 26 stycznia 2015 10:00 | Korea Południowa · Lee Jung-hyub 20' · Kim Young-gwon 50' | 2 − 0(1−0)Raport | Irak | Stadium Australia, Sydney Widzów: 36 053 Sędzia: Ryuji Sato |
|                        |                                                           |                  |      |                                                             |

| 27 stycznia 2015 10:00 | Australia · Sainsbury 3' · Davidson 14' | 2 − 0(2−0)Raport | Zjednoczone Emiraty Arabskie | Newcastle Stadium, Newcastle Widzów: 21 079 Sędzia: Ravshan Ermatov |
|                        |                                         |                  |                              |                                                                     |

### Mecz o III miejsce
| 30 stycznia 2015 10:00 | Irak · Salem 28' · Kalaf 42' | 2 − 3(2−1)Raport | Zjednoczone Emiraty Arabskie · 16', 51' Khalil · 57' (k.) Mabkhout | Newcastle Stadium, Newcastle Widzów: 12 829 Sędzia: Nawaf Szukr Allah |
|                        |                              |                  |                                                                    |                                                                       |

### Finał
| 31 stycznia 2015 10:00 | Korea Południowa · Heung-min 90+1' | 1 − 2 (dogr.)(0−1,1−1,1−2)Raport | Australia · 45' Luongo · 105' Troisi | Stadium Australia, Sydney Widzów: 76 385 |
|                        |                                    |                                  |                                      |                                          |

|  |  |

| Korea Południowa: |    |                    |
|                   |    |                    |
| BR                | 23 | Kim Jin-hyeon      |
| OB                | 22 | Cha Du-ri          |
| OB                | 5  | Kwak Tae-hwi       |
| OB                | 19 | Kim Young-gwon     |
| OB                | 3  | Kim Jin-su         |
| PO                | 6  | Park Joo-ho 71'    |
| PO                | 20 | Jang Hyun-soo      |
| PO                | 10 | Nam Tae-hee 64'    |
| PO                | 16 | Ki Sung-yong       |
| PO                | 7  | Son Heung-min      |
| NA                | 18 | Lee Jung-hyup 88'  |
| Rezerwowi:        |    |                    |
| BR                | 1  | Jung Sung-ryong    |
| OB                | 2  | Kim Chang-soo      |
| OB                | 4  | Kim Ju-young 88'   |
| PO                | 8  | Kim Min-woo        |
| NA                | 9  | Cho Young-cheol    |
| NA                | 11 | Lee Keun-ho 64'    |
| PO                | 12 | Han Kyo-won        |
| PO                | 14 | Han Kook-young 71' |
| PO                | 15 | Lee Myung-joo      |
| BR                | 21 | Kim Seung-gyu      |
| PO                | 13 | Koo Ja-cheol       |
| PO                | 17 | Lee Chung-yong     |
| Trener:           |    |                    |
| Uli Stielike      |    |                    |

| Australia:       |    |                        |
|                  |    |                        |
| BR               | 1  | Mathew Ryan            |
| OB               | 2  | Ivan Franjić 6' 75'    |
| OB               | 20 | Trent Sainsbury        |
| OB               | 6  | Matthew Spiranovic 59' |
| OB               | 3  | Jason Davidson 41'     |
| PO               | 5  | Mark Milligan          |
| PO               | 15 | Mile Jedinak 66'       |
| PO               | 21 | Massimo Luongo         |
| PO               | 10 | Robbie Kruse 68' 71'   |
| PO               | 7  | Mathew Leckie          |
| NA               | 4  | Tim Cahill 64'         |
| Rezerwowi:       |    |                        |
| NA               | 9  | Tomi Juric 64'         |
| PO               | 11 | Thomas Oar             |
| BR               | 12 | Mitchell Langerak      |
| OB               | 13 | Aziz Behich            |
| PO               | 14 | James Troisi 71'       |
| NA               | 16 | Nathan Burns           |
| PO               | 17 | Matt McKay 75'         |
| BR               | 18 | Eugene Galekovic       |
| PO               | 19 | Terry Antonis          |
| OB               | 22 | Alex Wilkinson         |
| PO               | 23 | Mark Bresciano         |
| OB               | 8  | Chris Herd             |
| Trener:          |    |                        |
| Ange Postecoglou |    |                        |

|  |

| - Sędzia: - Alireza Faghani - Sędziowie asystenci: - Reza Sokhandan - Mohammad Reza Abolfazli - Sędzia techniczny: - Fahad Al-Mirdasi |

## Strzelcy
5 goli
- Ali Mabkhout

4 gole
- Hamza Al-Dardour
- Ahmed Khalil

3 gole
- Tim Cahill
- Mohammad Al-Sahlawi
- Sun Ke
- Keisuke Honda
- Son Heung-min

2 gole
- Massimo Luongo
- James Troisi
- Younis Mahmoud
- Ahmed Yasin
- Sardar Azmun
- Reza Ghuczanneżad
- Lee Jung-hyup
- Sardor Rashidov

1 gol
- Najif Hazzazi
- Nawaf Al-Abed
- Mile Jedinak
- Matt McKay
- Robbie Kruse
- Mark Milligan
- Tomi Jurić
- Trent Sainsbury
- Jason Davidson
- Jaycee Okwunwanne
- Sayed Saeed
- Sayed Jaafar Ahmed
- Yu Hai
- Wu Xi
- Yaser Kasim
- Dhurgham Ismail
- Waleed Salem Al-Lami
- Amjad Kalaf
- Ehsan Hadżsafi
- Masud Szodża’i
- Morteza Pouraliganji
- Yasuhito Endō
- Shinji Okazaki
- Maya Yoshida
- Shinji Kagawa
- Gaku Shibasaki
- Yousef Al-Rawashdeh
- Khalfan Ibrahim
- Hassan Al Haidos
- Cho Young-cheol
- Nam Tae-hee
- Kim Young-gwon
- Ryang Yong-gi
- Husajn Fadil Ali
- Abdulaziz Al-Muqbali
- Jaka Ihbeisheh
- Igor Sergeev
- Odil Ahmedov
- Vokhid Shodiev

### Bramki samobójcze
- Muhammad Husajn dla  Zjednoczone Emiraty Arabskie
- Gao Lin dla  Korea Północna